# Poderosa Pallacanestro Montegranaro
La Poderosa Pallacanestro Montegranaro, conosciuta anche come XL EXTRALIGHT® Montegranaro per motivi di sponsorizzazione, è una società di pallacanestro maschile con sede a Montegranaro, militante nella Serie A2 dalla stagione 2017-2018 a quella 2019-2020.
Non va confusa con la Sutor, altra realtà montegranarese, che arrivò fino alla Serie A.

## Storia
Il club nacque nel 1993 su iniziativa di un gruppo di amici, tra cui Luca Lerici (che per anni ha rivestito anche il ruolo di capitano) e Francesco Intendente, entrambi destinati a rimanere parte dello staff societario. Al termine di quell'annata, la squadra riuscì a ottenere la promozione in Serie D, ma dovette rinunciarvi per ragioni economiche. La Poderosa continuò a disputare il campionato di Promozione per qualche anno, senza particolari obiettivi agonistici ma solo ricreativi. La squadra deve il suo nome alla leggendaria moto di Ernesto “Che” Guevara, ma neanche per particolari simpatie politiche: suonava bene come nome di una squadra pronta a dare battaglia sul parquet.
La partecipazione alla Serie D fu sfiorata per qualche anno senza successo, fino alla stagione 2006-2007 quando l'obiettivo fu finalmente raggiunto. Un'ulteriore promozione arrivò l'anno successivo, quando la squadra dell'ambizioso patron Riccardo Bigioni (arrivato qualche anno prima dal settore giovanile della Sutor nelle vesti di giocatore) conquistò la Serie C2 battendo la Sacrata Porto Potenza in finale play-off, al culmine di un'annata inizialmente travagliata dal punto di vista dei risultati.
La Poderosa trascorse due anni in Serie C regionale, prima di ottenere una nuova promozione nel 2009-2010, con un 1º posto in classifica arrivato dopo un lungo duello a distanza con Macerata. Importante in questo senso fu lo scontro diretto del PalaSavelli, vinto dai montegranaresi di coach Paolo Pagliariccio con una tripla a un secondo dalla fine del croato Sanjin Kastmiler. Oltre alla vittoria del campionato, in quella stagione la squadra trionfò anche nella Coppa Marche.
Due anni più tardi, nel 2011-2012, la Poderosa giunse fino a gara3 delle finali play-off, perse contro la Stamura Ancona. Nonostante ciò, il club fu ripescato in Divisione Nazionale B, la quarta serie del basket italiano, conclusa al 5º posto con partecipazione ai play-off. Nell'estate del 2013, la famiglia Bigioni rileva interamente la Scuola Basket Montegranaro. La squadra del nuovo coach Furio Steffè, subentrato a stagione in corso a Piero Bianchi, conquistò nuovamente i quarti di finale play-off. Nel 2014, con la scomparsa della Sutor dalle serie maggiori, la Poderosa diventò la prima realtà cittadina. Nel corso dell'annata 2014-2015, i gialloneri arrivarono a vincere 15 partite consecutive in regular season, ma persero 3-1 la serie di semifinale contro Rieti.
L'anno successivo vide i montegranaresi arrivare finalmente alle finali play-off, vinte 3-2 sull'Amatori Pescara. Il format dell'epoca tuttavia prevedeva tre sole promozioni in palio tra le quattro vincitrici degli altrettanti gironi: le final four di Montecatini furono fatali proprio alla compagine marchigiana, che fu sconfitta sia dall'Eurobasket Roma che dalla Pallacanestro Forlì 2.015, rimanendo così in quella che nel frattempo era stata ribattezzata Serie B.
Sfumato il ripescaggio in Serie A2, nell'agosto del 2016 la dirigenza decise di variare i colori sociali, passando dal giallonero al gialloblu tipico della città di Montegranaro. Non fu l'unico cambiamento, poiché la dirigenza scelse di affidare la panchina al trentenne Gabriele Ceccarelli, all'esordio da capo allenatore a livello senior. Al termine di una regular season chiusa al 1º posto, la Poderosa vinse i play-off e arrivò alle final four di Montecatini, che avevano la stessa formula dell'anno precedente. La vittoria nel primo spareggio, conseguita per 74-64 sul Bergamo Basket 2014, fu sufficiente per ottenere la prima storica promozione della Poderosa in Serie A2. Con il raggiungimento dell'A2, la società dovette traslocare dalla "Bombonera" di Montegranaro al più capiente PalaSavelli di Porto San Giorgio.
Oltre a coach Ceccarelli, per la 2017-2018 furono confermati solamente due giocatori: il playmaker Eugenio Rivali e l'esperta guardia italo-senegalese Ousmane Gueye. Tra gli acquisti si segnalano il ritorno a Montegranaro del nuovo capitano Valerio Amoroso, che aveva giocato in passato per la Sutor, e quelli degli americani La'Marshall Corbett e Marshawn Powell.
Disputa un eccezionale campionato (per un'esordiente) classificandosi quinta; ciò le consente di qualificarsi per i play off promozione. Sconfigge per 3-1 Eurotrend Biella agli ottavi e viene sconfitta ai quarti per 3-1 da Alma Pallacanestro 2004, che successivamente vincerà l'unica promozione in serie A1. Rimane l'unica squadra ad aver costretto a gara 4 Trieste durante i play-off.
A giugno del 2020, anche a causa della risalita dei campionati da parte della Sutor che priva la Poderosa di diverso seguito e sponsor, viene ceduto il titolo sportivo alla Teate Basket Chieti, rinunciando alla Serie A2.  La società continua comunque a esistere partecipando ai campionati giovanili.

## Roster

### Staff tecnico
- Allenatore:
- Vice Allenatore:
- Assistente Allenatore: